# デニース・ウィリアムス
デニース・ウィリアムス（Deniece Williams、1950年6月3日 - ）は、アメリカ合衆国の女性歌手、シンガーソングライター、音楽プロデューサー。出生名はジューン・デニース・チャンドラー（June Deniece Chandler）。愛称はニーシー（Niecy）。ジョニー・マティスとの二重唱「涙のデュエット」（原題: Too Much, Too Little, Too Late）、ロイヤレッツのカバー「イッツ・ゴナ・テイク・ア・ミラクル」、映画『フットルース』の挿入歌「レッツ・ヒア・イット・フォー・ザ・ボーイ」などの大ヒットで知られる。

## 略歴
インディアナ州ゲーリーに生まれる。
父はペンテコステ教会の牧師、おじはインディアナ州の同教会監督であり、母は父と共に聖歌隊で歌っていた。
デニースは、両親のあまりにも美しい歌声にプレッシャーさえ感じ、母は特に歌手として子供のころ憧れの存在であった。礼拝には欠かせないゴスペルを唯一の音楽とする、ペンテコステ教会の厳格な会衆の前でデニースは歌いながら育つ。母が過去に、准看護師としてシカゴの病院で勤務していたのもあり、デニースは高校を卒業すると、メリーランド州ボルチモアのモーガン州立大学に入り、看護師や麻酔の資格を持つ看護師（Nurse Anesthetist）になるのを目指すが、1年半であきらめて自主退学している。その間にシカゴの慈善病院で病棟クラークを経験したり、電話会社に勤めたりもするが、ナイトクラブで歌うアルバイトを得ると、それが魅力的な楽しみになり音楽の道を選んだ。
それからまもなく、スティーヴィー・ワンダーの友人で、デニースのいとこにあたるジョン・ハリス（John Harris）から、スティーヴィーのバックバンド「ワンダーラブ」（Wonderlove）のコーラス参加の提案があって実現すると、ツアー活動を通してプロとしての多くの経験を積むことができた。そうした数年間の貴重な音楽活動を経て、デニースはアース・ウィンド・アンド・ファイアーのリーダーであるモーリス・ホワイトに師事するようになる。さらにソロ・デビューに向けてプロデューサーとなったモーリスには、自分の表現力を上げることや音楽ビジネスの心得などを学んだ。
結果としてスティーヴィーのもとを去ることになったデニースは、1975年にコロムビア・レコードと契約、シンガーソングライターとしてソロ・デビューを果たす。ファースト・アルバムのヒットで順調なスタートを切ったデニースは、その後、数々の大ヒットを記録した。そして自身の原点である福音、ゴスペル音楽に戻ると、グラミー賞ゴスペルの各部門でたびたび受賞するに至っている。

## ディスコグラフィ

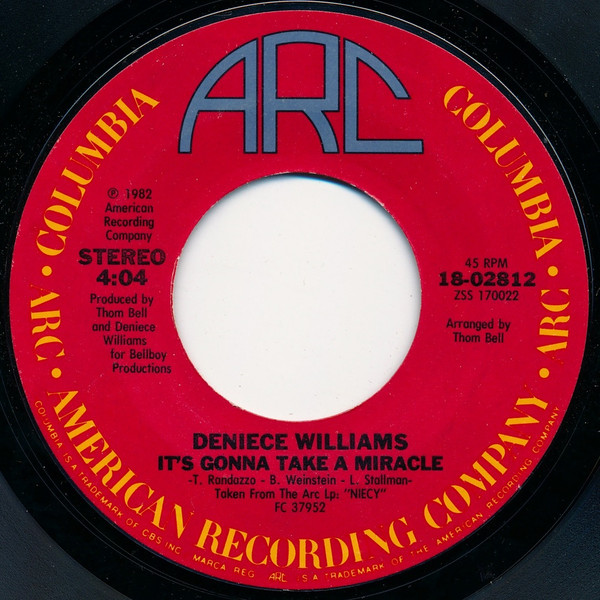
1982年に出された「イッツ・ゴナ・テイク・ア・ミラクル」のレコードレーベル

### スタジオ・アルバム
- 『私はデニース』 - This Is Niecy (1976年、Columbia)
- 『ソング・バード』 - Song Bird (1977年、Columbia)
- 『琥珀色のハーモニー』 - That's What Friends Are For (1978年、Columbia) ※with ジョニー・マティス
- 『ラヴ・コーリン』 - When Love Comes Calling (1979年、ARC/Columbia)
- 『マイ・メロディ』 - My Melody (1981年、ARC/Columbia)
- 『ミラクル・ラヴ』 - Niecy (1982年、ARC/Columbia)
- 『アイム・ソー・プラウド』 - I'm So Proud (1983年、Columbia) ※旧邦題『シークレット・ラヴ』
- 『レッツ・ヒア・BOY』 - Let's Hear It for the Boy (1984年、Columbia)
- So Glad I Know (1986年、Sparrow)
- 『ホット・オン・ザ・トレイル』 - Hot on the Trail (1986年、Columbia)
- Water Under the Bridge (1987年、Columbia)
- 『AS GOOD AS IT GETS』 - As Good as It Gets (1988年、Columbia)
- Special Love (1989年、Sparrow/MCA)
- Lullabies to Dreamland (1991年、Word)
- Love Solves It All (1996年、P.A.R.)
- This Is My Song (1998年、Harmony)
- 『ラヴ・ニーシー・スタイル』 - Love, Niecy Style (2007年、Shanachie)

### コンピレーション・アルバム
- Change the World (1990年、CBS)
- From the Beginning (1990年、Sparrow)
- Too Much, Too Little, Too Late (1992年、Sony Music) ※with ジョニー・マティス
- Greatest Gospel Hits (1994年、Sparrow)
- Gonna Take a Miracle: The Best of Deniece Williams (1996年、Columbia)
- Love Songs (2000年、Columbia)
- The Collection (2001年、Connoisseur/Sony Music)
- 『ブラック・バタフライ : エッセンシャル・ニーシー』 - Black Butterfly: The Essential Nicey (2016年、Big Break)
- 『フリー～ザ・コロンビア / アーク・レコーディングス 1976-1988』 - Free (The Columbia/Arc Recordings 1976-1988) (2021年、SoulMusic)